# Ilja Abu Madi

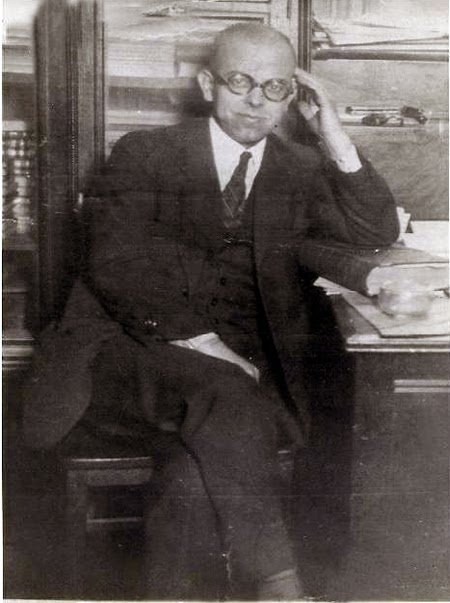
Ilja Abu Madi

Ilja Abu Madi (arab. إيليا أبو ماضي , ur. 1889, Muhajdasa, Liban - zm. 1957 lub 1958, Nowy Jork) - poeta i dziennikarz libański, przedstawiciel syryjsko-amerykańskiej szkoły emigracyjnej w literaturze arabskiej (tzw. mahdżar).
W 1902 roku wyjechał z Libanu do Kairu, a w 1911 wyemigrował do USA. Tam wszedł do kręgu literatów arabskich skupionych w Związku Literackim (Ar-Rabita al-Kalamijja). W latach 1917–28 redagował czasopismo Mirat al-Maghrib (Zwierciadło Zachodu). W 1929 roku założył własne czasopismo, zatytułowane "As-Samir", które ukazywała się do 1957 roku.
Pierwszy zbiór poezji opublikował w Kairze w 1916: Tizkar al-madi (Wspomnienie przeszłości). Poezja Abu Madiego jest przepełniona refleksją filozoficzną i wykazuje wpływy romantyzmu francuskiego. Do jego najważniejszych utworów należy poemat At-Talasim (Talizmany), liczący 284 wersów.
W 1919 roku wydał swój drugi zbiór poezji, Ad-Diwan as-sani (Drugi dywan wierszy), ze wstępem Dżubrana Chalila Dżubrana; tom ten mocno skrytykował Micha'il Nu'ajma, zarzucając zawartym w nim wierszom niewyrażanie uczuć.